# Wallis Bird
Wallis Bird (Enniscorthy, 29 gennaio 1982) è una musicista e cantautrice irlandese.

## Biografia
La prima volta che Wallis Bird è venuta a contatto con la musica aveva sei mesi, ricevendo la sua prima chitarra dal padre. Nata mancina, dopo aver perso tutte le dita della mano sinistra in un incidente con un tagliaerba (quattro furono poi ricucite), si è abituata a suonare una chitarra destrorsa capovolta, cosa che ha contribuito al suo modo di suonare non convenzionale. È andata a scuola a Colaiste Bride, Enniscorthy, dove ha studiato musica e ha suonato ad ogni attività scolastica durante il periodo trascorso lì.
Dopo la scuola Bird si è trasferita a Dublino a studiare composizione per canzoni presso la Ballyfermot Rock School. Qui ha incontrato Aóife O'Sullivan, che sarebbe poi entrata a far parte della sua band. Durante quel periodo ha continuato a suonare in piccoli club o pub così come in festival più importanti. Nel 2005 si è trasferita in Germania per un programma di scambio. Prolungando il suo viaggio tedesco ha incontrato altri musicisti e ha formato un nuovo gruppo di supporto. Dopo concerti a Berlino, Londra, Francoforte e Mannheim, ha deciso di rimanere per un semestre in un college musicale di Mannheim, dove ha vissuto per un anno e mezzo, ora vive a Berlino.

## Musica
Bird è spesso paragonata a famose cantautrici come Ani DiFranco, Fiona Apple o la giovane Janis Joplin. Nelle sue canzoni fonde elementi di musica folk tradizione, blues e funk con una sonorità rock energetica e genuina. La sua voce eccezionale tiene conto di un già vasto repertorio da morbide ballate folk ad eccitanti e potenti canzoni.
Accompagnata dai compagni del suo gruppo, i fratelli Christian e Michael Vinne e Aóife O'Sullivan, si esibisce spesso in tour per l'Europa. Nell'aprile del 2006 il suo EP di debutto Branches Untangle è stato pubblicato anche in Germania dalla sua etichetta indipendente Bird Records.
Nell'ottobre del 2006 Bird ha firmato un contratto mondiale di registrazione con Island Records Group UK. L'EP Moodsets è uscito per il download e su vinile il 30 luglio 2007, a cui il 18 settembre 2007 è seguita la pubblicazione in Germania del suo album di debutto Spoons. Il brano Counting to Sleep è stato scelto da iTunes come singolo della settimana e la versione digitale del suo album Spoons di conseguenza è schizzata nella Top 10 della classifica inglese degli album più scaricati. Il 15 ottobre 2007 viene pubblicato nel Regno Unito il singolo Blossoms in the Street mentre il 22 ottobre successivo è uscita l'edizione su supporto fisico di Spoons.
Nel febbraio 2008, Bird ha tenuto un tour nel Regno Unito come supporter per la star del soul Gabrielle e più tardi, nello stesso anno, con Billy Bragg.

## The Sun
Nell'ottobre 2008, Bird ha registrato una reinterpretazione di Just Can't Get Enough, successo del 1981 dei Depeche Mode, per una campagna televisiva del quotidiano The Sun intitolata All For 30p. A seguito di ripetute richieste degli spettatori, la canzone è stata pubblicata in digitale in Europa come doppio lato A insieme alla canzone di Wallis The Sunshine Song.

## New Boots
Wallis Bird ha pubblicato il suo secondo album New Boots nella Repubblica di Irlanda il 24 luglio 2009. L'album ha debuttato nella classifica ufficiale irlandese degli album posizionandosi al quattordicesimo posto. L'album è stato pubblicato in Europa centrale dalla Columbia Records nella primavera del 2010.

## Discografia

### Pubblicazioni su supporto fisico

#### Album
- Spoons, 2007
- New Boots, 2009
- The Mistakes Are Intentional, 2011[1]
- Wallis Bird, 2012
- Architect, 2014
- I Did a Cover of Your Song, 2014[2]

#### EP
- Branches Untangle (EP contenente 6 tracce), Bird Records, 2006
- Moodsets, 2006

#### Singoli
- Blossoms in the Street, 15 ottobre 2007
- Counting to Sleep 10 marzo 2008: Comhaireamh chun Codladh – Wallis Bird (versione in lingua irlandese)
- Just Can't Get Enough, 22 ottobre 2008
- Encore, 2012
- Hardly Hardly, 28 marzo 2014

### Pubblicazioni solo per download
- The Circle EP (solo per la Germania)

## Premi
- 2009: Meteor Music Award, categoria "Hope for 2009"

## Concerti (selezione)
- 2005: Berlino, Francoforte, Mannheim, Budapest, Roermond, Dublino, Londra
- 2006: Mannheim, Dublino, Londra, Baden-Baden Newpop Festival, Cork, Oxford
- 2007: Mannheim, Londra, Dublino, Manchester, Brighton, Amburgo, Monaco, Colonia, Cork, Galway, Bristol
- 2008: Londra, Berlino, Dublino, Manchester, Brighton, Glasgow, Liverpool, Amsterdam, Amburgo, Monaco, Vienna, Cork, Galway, Limerick, Wexford, Karlsruhe, Colonia, Dresda, Nottingham, Portsmouth